# Pisarovina
Pisarovina  è un comune della Croazia di 3 697 abitanti della Regione di Zagabria.